# Tristan (Gottfried von Straßburg)

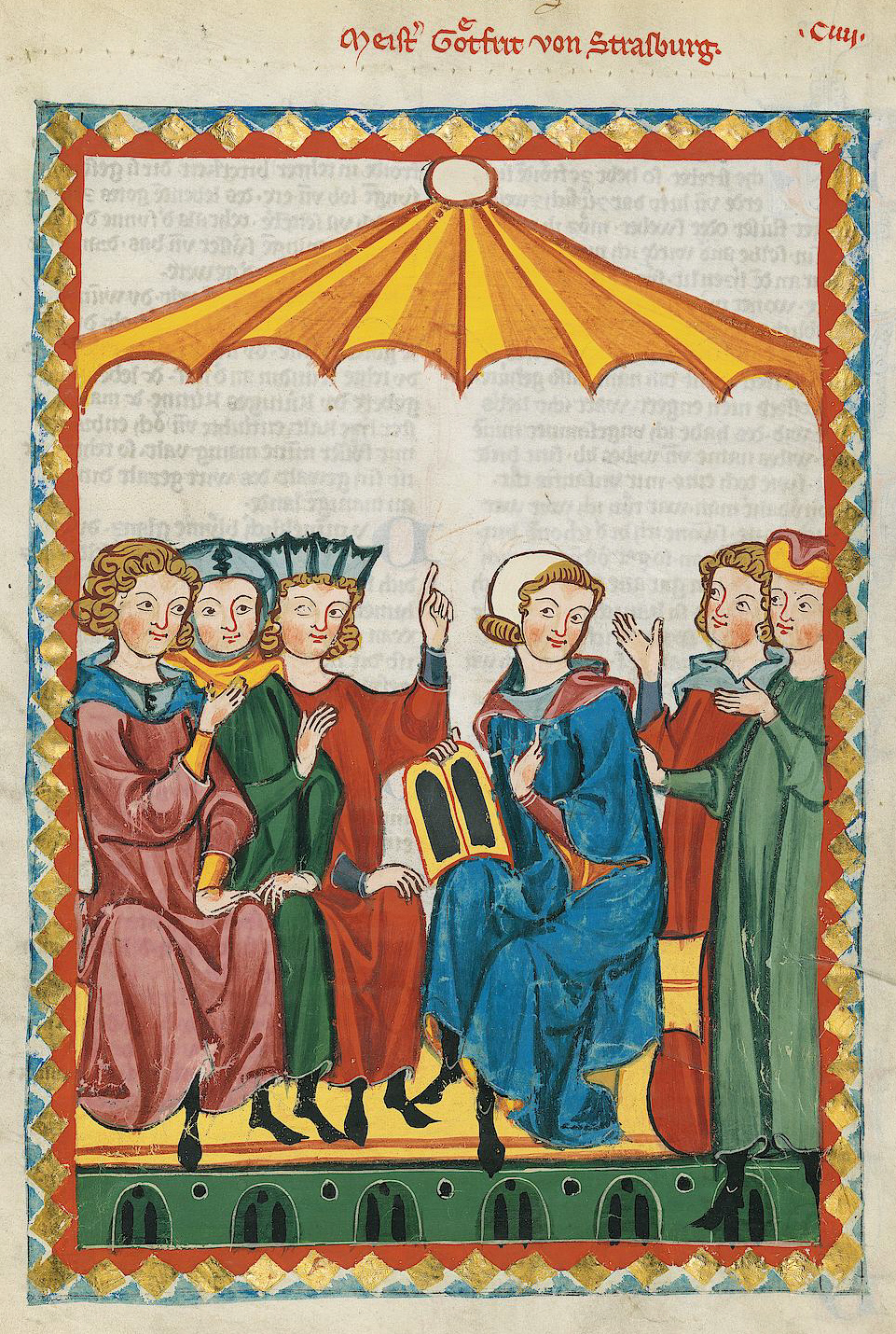
Gottfried von Straßburg, der Autor des Tristan, im Codex Manesse, 1. Viertel 14. Jahrhundert

Tristan ist das wichtigste Werk des mittelalterlichen Dichters Gottfried von Straßburg.
Der um 1210 entstandene und Fragment gebliebene mittelhochdeutsche Versroman ist eine Bearbeitung des „Tristan und Isolde“-Stoffes; die Bearbeitung durch Gottfried gilt als klassische Form dieses Stoffes.
Das Fragment umfasst fast 20.000 Verse; das Gesamtwerk war vermutlich auf ca. 30.000 Verse geplant (zum Vergleich: Wolframs Parzival ist ca. 25.000 Verse lang).